# Edmund Uranowicz
Edmund Uranowicz (ur. 18 października 1886 w Brzeżanach, zm. 9 lutego 1937 tamże) – prawnik, sędzia.

## Życiorys
Jego ojcem był dr Tadeusz Uranowicz (1846-1913), lekarz w Brzeżanach.
W 1905 zdał egzamin dojrzałości w C.K. Gimnazjum w Brzeżanach (w tym samym roku szkołę ukończył późniejszy Marszałek Polski Edward Śmigły-Rydz, który jako sierota był wychowany przez rodzinę Uranowiczów). Edmund Uranowicz ukończył studia prawnicze. W 1909 był członkiem zwyczajnym Towarzystwa dla Popierania Nauki Polskiej.
Był sędzią śledczym w Brzeżanach, po czym 20 lutego 1926 został mianowany sędzią Sądu Okręgowego w Brzeżanach. Od około 1932 do końca życia był wiceprezesem Sądu Okręgowego w Brzeżanach (zastąpił na stanowisku Jana Zołoteńkę).
Został odznaczony Krzyżem Oficerskim Orderu Odrodzenia Polski.
Zmarł 9 lutego 1937 w Brzeżanach. Został pochowany 11 lutego 1937 w Brzeżanach. W pogrzebie uczestniczyła licznie ludność miasta (ok. 2 tys. osób) oraz przedstawiciele państwa.